# Monumento nazionale ai caduti della seconda guerra mondiale

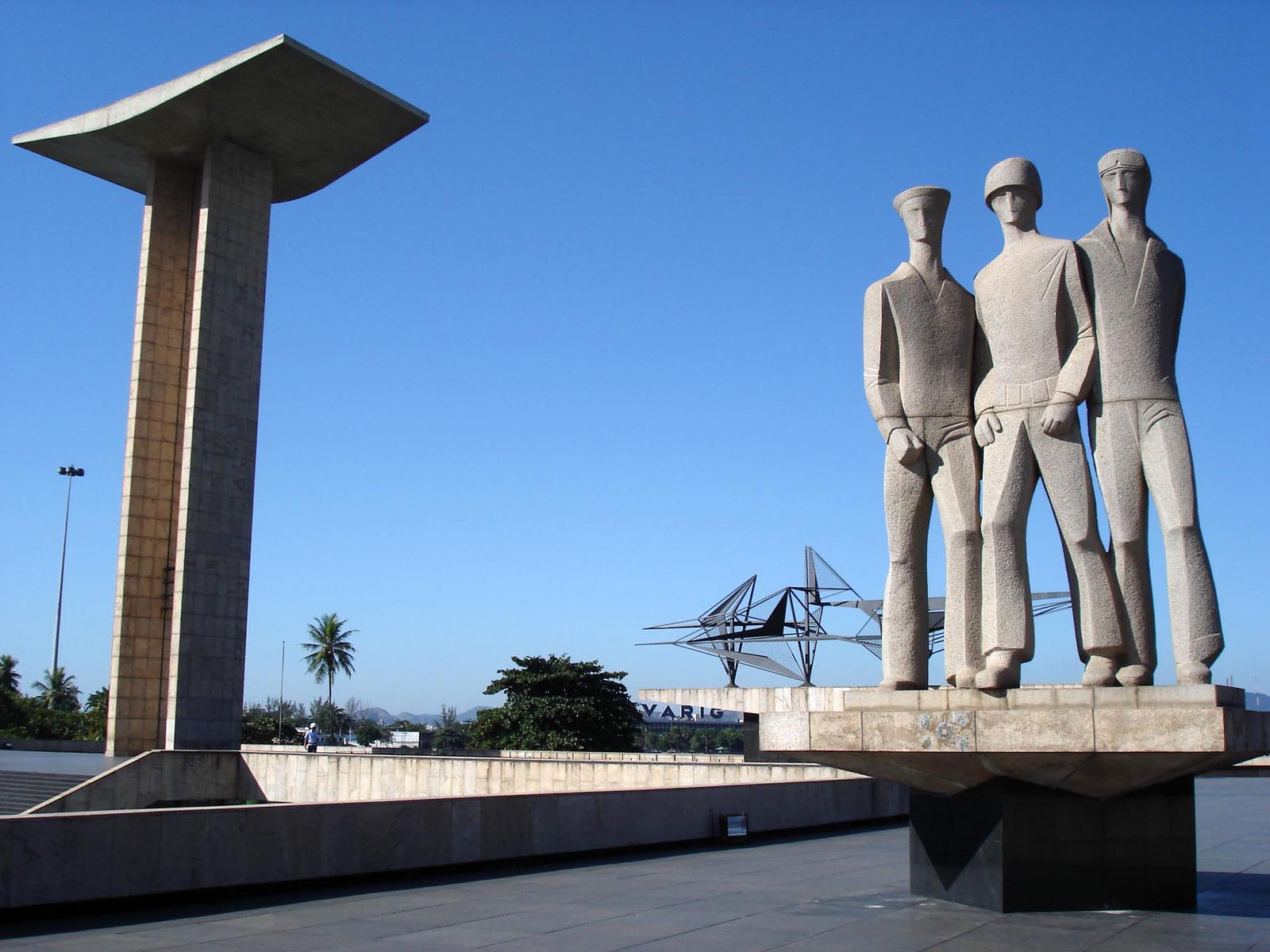
Scultura e portale

Il Monumento nazionale ai caduti della seconda guerra mondiale è un memoriale in onore dei soldati brasiliani morti durante la seconda guerra mondiale. Il monumento si trova nel parco Eduardo Gomes più comunemente conosciuto come parte dell'Aterro do Flamengo, nel quartiere Glória di Rio de Janeiro.
L'opera è stata commissionata dal governo brasiliano attraverso un bando nazionale, vinto da Mark Netto Konder e Helio Ribas Marinho. I due architetti nel realizzare l'opera hanno curato come questa si integri, nel miglior modo possibile, con l'ambiente circostante.
In tale sito si trova anche:
- Una scultura in metallo di Julio Catelli Filho in onore dell'aviazione brasiliana.
- Una scultura in granito di Alfredo Ceschiatti in onore del personale che presta servizio nell'esercito brasiliano.
- Un pannello in piastrelle di Anisio Medeiros in onore dei caduti della marina militare e mercantile.

## Mausoleo
Nel sito trova ospitalità anche un mausoleo con i resti dei soldati brasiliani caduti nel secondo conflitto mondiale in Italia.
Tale monumento è nato dalla volontà del generale João Batista Mascarenhas de Morais, responsabile del corpo di spedizione brasiliano in Italia, di riportare in patria i militari caduti nel paese europeo. Il 20 giugno 1960, un comitato giunse a Pistoia al fine di riesumare i corpi di 462 militari brasiliani sepolti nel cimitero militare e prepararli per il trasferimento nella madre patria.